# Marek Kozák
Marek Kozák (* 8. června 1993 Frýdek-Místek) je český hudební skladatel, varhaník a klavírista.

## Život
V období studia na ZUŠ v Brušperku se stal laureátem několika soutěží. Po základní škole nastoupil na Janáčkovu konzervatoř v Ostravě, kde studoval hru na klavír u Moniky Tugendliebové a hru na varhany u Martiny Zelové. Na HAMU v Praze studoval u profesora Ivana Klánského.

## Ocenění
V roce 2010 získal 2. cenu na Mezinárodní smetanovské klavírní soutěži v Plzni a 1. cenu na soutěžní přehlídce konzervatoří v Pardubicích. V roce 2011 získal 1. cenu, zvláštní cenu za provedení skladby F. Liszta a titul absolutního vítěze na Brněnské klavírní soutěži. V roce 2014 na Mezinárodní smetanovské klavírní soutěži v Plzni získal cenu Bedřicha Smetany za nejlepší interpretaci skladeb Bedřicha Smetany. Několikrát koncertně vystupoval na Slovensku, v Německu a v Polsku. Účastník prvního, druhého a třetího kola 17. Chopinovy mezinárodní klavírní soutěže 2015 ve Varšavě.
Marek Kozák se také zabývá skládáním – za Malou suitu č. 2 pro varhany získal 2. cenu na soutěži Generace 2009.

## Dílo
- Marek Kozák: Třikrát pro klavír : scherzino – variace – allegro : Brušperk : Lašské společenství, 2005
- Marek Kozák: Malá suita č. 1 : pro varhany : Brušperk : Lašské společenství, 2006